# Nuno Muñoz Razura
Nuno Muñoz Razura (c. 780 -?) foi um nobre da Alta Idade Média da Península Ibérica, tendo sido um dos chamados Juízes de Castela As suas origens faze-no o antepassado dos Condes de Castela e da linhagem da Casa de Lara.

## Relações familiares
Foi filho de Munio Belchides (c. 750 -?) e de e de Sula. Munio Belchides é considerado quem inicia a linhagem da família Castro no Livro de Linhagens do Conde D. Pedro escrito na Idade Média cerca de 1344 por Pedro Afonso, conde de Barcelos, sendo que este livro é considerado o mais importante dos nobiliários medievais da literatura portuguesa. 
Foi casado com Tenda Urraques, de quem teve:
1. Teresa Nuñez Bella,